# Niwa Kawamoto
Niwa Kawamoto (河本にわ), née le 17 septembre 1863 (5 août Bunkyu 3), décédée le 16 novembre 1976 (Showa 51), était une supercentenaire japonaise de la préfecture de Shiga. Elle fut la doyenne du Japon et la doyenne de l'humanité du 31 mai 1975 jusqu'à sa mort. Elle était également la personne la plus âgée du Japon dont l'année de naissance était confirmée à l'époque, et la première Japonaise à atteindre l'âge de 113 ans avec une année de naissance confirmée.

## Biographie
Niwa Kawamoto s'est mariée dans la famille Kawamoto, qui dirigeait une usine de filature à Azumigawa-cho, dans le district de Takashima, dans la préfecture de Shiga. Elle s'est mariée alors qu'elle avait une vingtaine d'années et a donné naissance à huit enfants, laissant plus de 80 descendants au cours de sa vie. Son petit-fils était Kakuzo Kawamoto, ancien membre de la Chambre des conseillers du Parti libéral-démocrate. À l'âge de 100 ans, Kawamoto lui a offert une maison de retraite, où elle a vécu jusqu'à la fin de ses jours.
Le 31 mai 1975, à la mort de Mito Umeta, elle a hérité du titre de personne ayant vécu le plus longtemps au Japon et au monde. Durant cette période, elle se levait chaque matin à 5 h, récitait des sutras et buvait quatre bouteilles de lait par jour sans faute. Elle est décédée à 8 h 30 le 16 novembre 1976, à l'âge de 113 ans et 60 jours. Elle fut la dernière Japonaise survivante née à l'époque d'Edo dont l'acte de naissance a pu être confirmé.